# Loïc Korval
Loïc Korval (ur. 15 maja 1998) – francuski judoka.
Brązowy medalista mistrzostw świata w 2010, piąty w 2014; uczestnik zawodów w 2015. Startował w Pucharze Świata w 2009, 2011, 2013 i 2019. Mistrz Europy w 2014, piąty w 2010, a także zdobył dwa medale w drużynie. Wicemistrz igrzysk europejskich w 2015 i pierwszy w drużynie. Mistrz Francji w 2011 i 2013 roku.